# Det Danske Filminstitut
Det Danske Filminstitut (kurz DFI, deutsch Das Dänische Filminstitut) ist eine staatliche Einrichtung mit Sitz im Filmhuset (Das Filmhaus) in der Gothersgade im Zentrum Kopenhagens, die dem dänischen Kulturministerium unterstellt ist. Zu seinen Hauptaufgaben gehören die staatliche Förderung dänischer Filme und deren Präsentation auf in- und ausländischen Filmfestivals sowie der Import ausländischer Qualitätsfilme.  
Das Filminstitut ging 1972 aus der Stiftung Filmfonden hervor und wurde 1997 mit der Staatlichen Filmzentrale (Statens Filmcentral) und dem Dänischen Filmmuseum (Det Danske Filmmuseum) zusammengelegt. Die Organisation verteilt sich auf die vier Abteilungen Produktion und Entwicklung, Publikum und Promotion, Museum und Cinemathek sowie Verwaltung. New Danish Screen, ein Sonderbereich für die Förderung von Talenten, ist eine Zusammenarbeit mit den beiden dänischen Fernsehsendern Danmarks Radio und TV 2.
Neben einem Verbindungsausschuss (Kontaktudvalget) wird Det Danske Filminstitut von den drei Filmräten Rådet for spillefilm (Spielfilmrat), Rådet for kort- og dokumentarfilm (Rat für Kurz- und Dokumentarfilm) und  Museumsrådet (Museumsrat) beraten.